# Monika Grütters
Monika Grütters (ur. 9 stycznia 1962 w Münster) – niemiecka polityk, historyk literatury i sztuki, działaczka Unii Chrześcijańsko-Demokratycznej (CDU), w latach 2005–2025 deputowana do Bundestagu, w latach 2013–2021 minister stanu w Urzędzie Kanclerza Federalnego oraz pełnomocnik rządu federalnego ds. kultury i mediów.

## Życiorys
Po zdaniu matury w 1981 studiowała germanistykę, historię sztuki i politologię w Münster i Bonn, uzyskując w 1989 stypendium Fundacji Konrada Adenauera. Od początku lat 80. związana z sektorem kultury i mediów – pracowała w public relations instytucji artystycznych, była rzeczniczką prasową berlińskiego Senatu ds. nauki i badań (1992–1995), a następnie kierowała komunikacją Kunstsammlung Bankgesellschaft Berlin (1995–2006). Równolegle od 1991 wykładała na Hochschule für Musik „Hanns Eisler” w Berlinie i od 1999 na Wolnym Uniwersytecie Berlińskim.
Działalność polityczną rozpoczęła w 1995, gdy została wybrana do Izby Deputowanych Berlina. W 2005 po raz pierwszy uzyskała mandat posłanki do Bundestagu. Z powodzeniem ubiegała się o reelekcję w 2009, 2013, 2017 i 2021. W latach 2009–2013 przewodniczyła Komisji Kultury i Mediów, a w grudniu 2013 objęła urząd minister stanu w Urzędzie Kanclerza Federalnego i pełnomocnika rządu federalnego ds. kultury i mediów, który sprawowała do 2021. W tym czasie koordynowała narodową politykę kulturalną i wspierała rozwój sektora kreatywnego.
W 2016–2019 kierowała CDU w Berlinie, a od 2016 zasiadała w prezydium CDU na szczeblu federalnym. Po zakończeniu pracy ministerialnej w 2021 objęła funkcje partyjno-parlamentarne: w latach 2022–2025 przewodniczyła podkomisji ds. ONZ i organizacji międzynarodowych oraz działała w podkomisji ds. kultury i edukacji za granicą, a także kierowała grupą roboczą „Stephanuskreis” (ponadwyznaniowym forum dyskusyjnym) we frakcji CDU/CSU.